# Radiusaplasie
Die Radiusaplasie ist eine seltene Fehlbildung mit komplettem oder teilweisen Fehlen (Aplasie) des Radius.
Synonyme sind:  Longitudinaler Reduktionsdefekt des Radius; Ektromelie; Partielle Radiusaplasie; Totale Radiusaplasie; Radiale Klumphand; Radiale Hemimelie; lateinisch Manus vara
Häufig finden sich weitere Fehlbildungen, wie Hypoplasien auf der radialen Seite des Handgelenkes und der Hand, insbesondere des Daumens, sogenannter Radialer longitudinaler Reduktionsdefekt mit Ausbildung einer Klumphand.

## Im Rahmen von Syndromen
Eine Radiusaplasie ist bei verschiedenen Syndromen ein Kennzeichen:
- bei Diplocheirie und Diplopodie
- Baller-Gerold-Syndrom
- De-Toni-Fanconi-Syndrom
- Edwards-Syndrom
- Holt-Oram-Syndrom
- IVIC-Syndrom
- Nager-Syndrom
- Patau-Syndrom
- Roberts-Syndrom
- Rothmund-Thomson-Syndrom
- TAR-Syndrom
- VACTERL-Assoziation

## Pathogenese
Diese häufigste longitudinale Fehlbildung entsteht durch eine Störung der Embryonalentwicklung aufgrund von schädigenden Einflüssen, meist zwischen der 3. und 8. Schwangerschaftswoche.

## Verbreitung
Die Häufigkeit wird mit zwischen 1 zu 30.000 und 1 zu 100.000 Lebendgeburten angegeben, in der Hälfte beidseitig, etwas häufiger bei Jungen als bei Mädchen. Die meisten Fälle treten sporadisch auf, nur etwa 20 % sind familiär bedingt.

## Ursache
Bei einem Patienten wurden Mutationen auf  Chromosom 22 Genort q11 gefunden.
Es gibt auch eine X-Chromosomal vererbte Form.

## Einteilung
Eine weit verbreitete Klassifikation ist die nach Bayne und Klug:
- Typ 1: Radius distal verkürzt von normaler Form
- Typ 2: Radiushypoplasie mit vorhandenen Epiphysen proximal und distal, seltenste Form
- Typ 3: Distal teilweise fehlender Radius
- Typ 4: Komplett fehlender Radius, häufigste Form

## Klinische Erscheinungen
Klinische Kriterien sind:
- Bereits bei der Geburt verkürzter Unterarm mit Abweichung der Hand nach radial (radiale Klumphand). Verminderte Beugefähigkeit im Ellbogengelenk (Kontraktur)
- Fehlender oder hypoplastischer Daumen und Metakarpale I
- Versteifung des Metacarpophalangealgelenks und proximalen Interphalangealgelenkes
- Fehlen des M. flexor pollicis longus, Hypoplasie oder Fehlen des M. flexor carpi radialis und der radialen karpalen Extensoren (M. extensor carpi radialis brevis und M. extensor carpi radialis longus). Hypoplasie und abnormaler Ansatz der Extensoren des Zeigefingers und des mittleren Fingers

## Diagnose
Eine Erfassung ist bereits vor der Geburt durch Feinultraschall möglich. Das Ausmaß knöcherner Veränderungen wird im Röntgenbild dokumentiert.

## Therapie
Die Behandlung sollte früh mit einer Redressionsschiene beginnen. Im Alter von 6–12 Monaten sollte eine Operationsindikation geklärt werden, besonders, wenn später der Zeigefinger zu einem Daumen umgewandelt werden soll.

## Erkrankungen bei Tieren
Eine Hemimelie des Radius kommt gelegentlich bei Hauskatzen vor, betroffene Tiere werden auch als „Kängurukatze“ bezeichnet.